# آخرین ایستگاه
آخرین ایستگاه فیلمی به کارگردانی مایکل هافمن بر پایه رمانی از جی پرینی، نویسنده آمریکایی ساخته شده که از دفترچه خاطرات سوفیا آندریونا، همسر تولستوی نیز استفاده شده‌است.

## زندگی تولستوی
این فیلم در برخی کشورها به نام «تابستان روسی» روی پرده سینماها رفت. آخرین ایستگاه برگرفته از آخرین سال زندگی لئو تولستوی است که بخش‌های مرموز و ناشناخته‌ای از زندگی تولستوی را به تصویر می‌کشد. گفته می‌شود همسر او به نام سوفیا آندریونا، زنی حساس، باهوش و فداکار است. سوفیا ۴۸ سال در کنار این نویسنده زندگی کرده، برای او ۱۳ فرزند به دنیا آورده، خانه و زندگی او را اداره کرده، تا نویسنده با خیال راحت و آسوده رمان‌های خود را بنویسد. سوفیا علاوه بر این کارها، برای نویسنده بزرگ منشی هم بوده‌است: او «جنگ و صلح» را شش بار برای نویسنده بازنویسی و تصحیح کرده بود.